# Mike Goetz
Michael „Mike“ Goetz (* 25. Februar 1956 in Unterseen) ist ein Schweizer Jazzmusiker (Pianist, Arrangeur, Komponist) und Produzent.

## Leben
Goetz wuchs in Bern auf, wo er auch seine musikalische Ausbildung am städtischen Konservatorium und der Swiss Jazz School erhielt. Ab frühester Jugend spielte er in Jazzbands mit Schulkollegen und kam so noch vor seinem zwanzigsten Geburtstag zu einer regelmäßigen Auftrittstätigkeit. Seine Sporen verdiente er sich bei zahlreichen, teils namhaften regionalen und nationalen Amateurorchestern ab, bevor ihm seine Zusammenarbeit mit renommierten Jazzgrössen wie dem holländischen Kornettisten Bert de Kort (Dutch Swing College Band) sowie dem Ex-Basie-Altsaxophonisten Earle Warren den Sprung ins Profilager ermöglichte.
Goetz arbeitet vor allem als Solist, leitet aber auch eigene Bands (am bekanntesten ist sein „All Star Sextet“) und wirkt bei zahlreichen Tournee- und Aufnahmeprojekten mit. Goetz lebt in Burgdorf BE.
Neben seiner Konzerttätigkeit ist er auch in der Musikausbildung tätig – etwa als Gründer und Leiter des international anerkannten Traditional Jazz Workshop Lenk (seit 1995) oder als Gastdozent an diversen Musikschulen. Er führt ein eigenes Schallplattenlabel (Downtown Records).

## Stil
Als Solist bevorzugt Goetz das Harlem Stride Piano; er ist aber – insbesondere als Bandmusiker – in einem breiten Jazzbereich zwischen Dixieland und Hardbop tätig. Als Inspirationsquelle nennt Goetz unter anderem James P. Johnson und Fats Waller, aber auch Nat King Cole, Hank Jones und den Schweizer Henri Chaix.

## Werke
Goetz ist Autor einer Reihe von Klavierkompositionen meist im Stilbereich des Ragtime und Stride Piano, hat aber auch Stücke für Combos geschrieben. Seine wohl meistgespielte Nummer ist der gemeinsam mit dem Drummer Charly Antolini verfasste „Blues for the Crusaders“.

## Auszeichnungen
Die CD "Mike Goetz Quartet: Swingin´ after midnight" wurde 2000 in die Golden Apéro Dozen des Schweizer Radio DRS gewählt.

## Ausgewählte Diskographie
- 1992 The Swing Makers meet Hazy Osterwald
- 1992 Buddha Scheidegger & Mike Goetz: We´ve Got our Fingers Crossed
- 1992 Young Generation of Swing: Blame It on My Youth/featuring Peanuts Hucko
- 1994 Mike Goetz: Masters of Harlem Stride
- 1997 Neville Dickie & Mike Goetz: We Got Rhythm
- 2000 Mike Goetz Quartet: Swingin´ After Midnight
- 2002 Mike Goetz All Star Sextet: New Dimensions in Dixieland
- 2003 Mike Goetz All Star Sextet: Simply Brillant
- 2005 Michel Weber-Mike Goetz Swingtet: All We Wanna Do Is Swing
- 2005 Mike Goetz All Star Sextet: A Talking Picture of You
- 2006 Wild Bill Davison Legacy: Blue Again